# Ferdinand Piloty
Ne doit pas être confondu avec Ferdinand von Piloty.
Ferdinand Piloty, né le 28 août 1786 à Hombourg et mort le 8 janvier 1844 à Munich, est un lithographe bavarois. Il est le père des peintres Ferdinand von Piloty et Carl von Piloty et il est connu sous le nom de Piloty l'Aîné.

## Biographie
Fils d'un acteur d'origine vénitienne, Fernand Piloty apprend la peinture à Munich auprès de Moritz Kellerhoven et de Christian von Mannlich, mais la découverte de la technique récente de la lithographie réoriente ses activités.
Après plusieurs ouvrages de moindre importance, il entreprend avec Johann Nepomuk Strixner une importante édition à partir de dessins du cabinet royal, Œuvres lithographiques par Strixner, Piloty et Comp. qui paraît entre 1808 et 1815 en 72 cahiers.
Il réalise ensuite de nombreuses lithographies d'œuvres importantes, en particulier de Rubens.

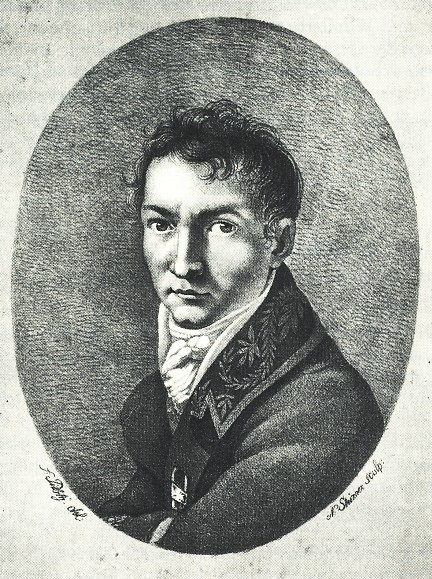
Portrait d'Andreas Röschlaub.
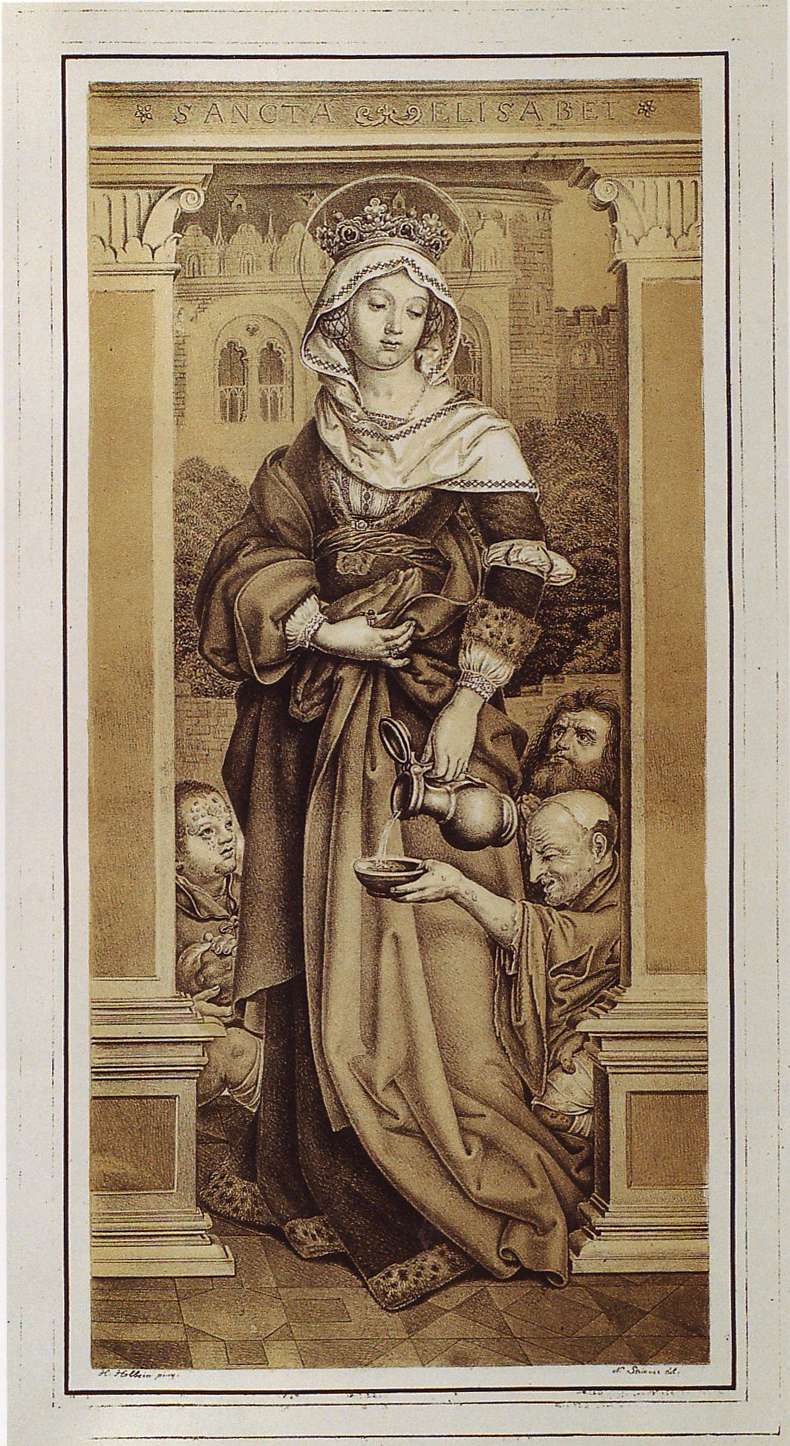
Ste Elisabeth, d'après Hans Holbein, c. 1817.
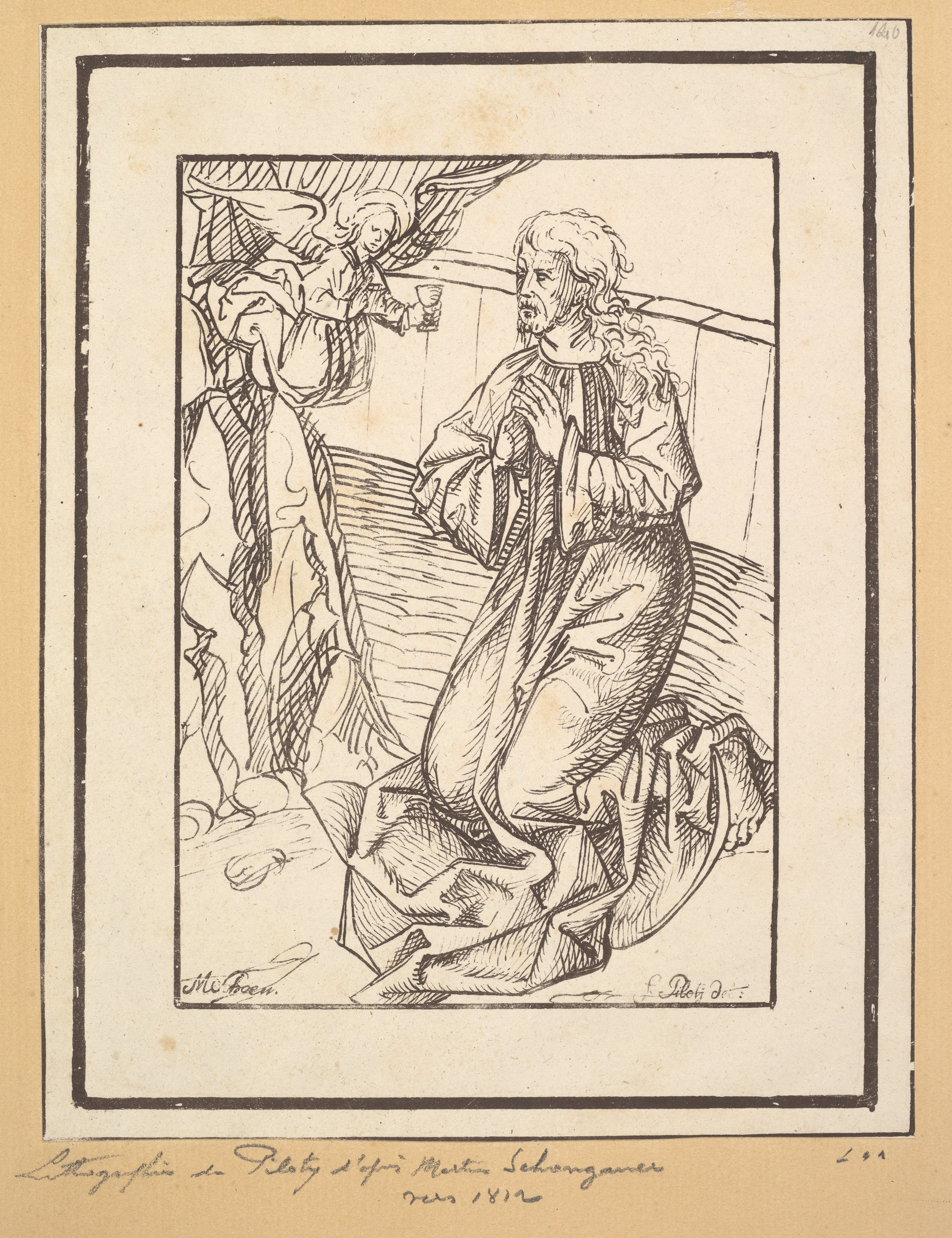
Christ in Gethsemene, d'après Martin Schongauer, MET DP821983.